# Глікокалікс
Глікокалікс(від лат. Glycic — солодкий і лат. callym — товста шкіра) — термін, що об'єднує ряд полімерних речовин (глікопротеїнів), які виробляються бактеріальними, епітеліальними та іншими клітинами. Слиз на поверхні тіла риб також являє собою глікокалікс. Термін було вперше вжито на позначення полісахаридного матриксу, що виділяється клітинами епітелію і вкриває поверхню епітеліальної тканини. Глікокалікс є нещільним покриттям, що знаходиться з зовнішнього боку плазматичної мембрани усіх тваринних клітин. Це покриття складається з вуглеводневих частин гліколіпідів та глікопротеїнів мембрани. Глікокалікс кожної людини унікальний, хімічно ідентичні глікокалікси зустрічаються лише в однояйцевих близнюків. За допомогою глікокаліксу організм здатний розрізняти власні здорові клітини і трансплантовані тканини, пошкоджені клітини та чужорідні організми. Глікокалікс містить молекули, за допомогою яких клітини сполучаються одна з одною, а також молекули, що спрямовують рух клітин під час ембріонального розвитку організма. Виявлено, що глікокалікс бере участь у регулюванні наповнення капілярів еритроцитами, і є підстави вважати, що він відіграє важливу роль у здійсненні багатьох інших функцій судинної системи, однак дослідження тривають.

## Глікокалікс бактерій
Глікокалікс (дослівно — «цукрове покриття») є сітчастою структурою, утвореною молекулами полісахаридів, що виступають з поверхні клітин, зокрема бактеріальних. Він утворює капсулу, яка захищає бактерію чи дає їй змогу прикріпитися до певної поверхні (наприклад, до зубної емалі чи поверхні каменя; бактерія Streptococcus pneumoniae прикріпляється до клітин легень), до прокаріот чи інших бактерій (у цьому випадку бактеріальні глікокалікси можуть зливатися, обгортаючи цілу колонію).
Глікокалікс оточує стінку бактеріальної клітини. Добре виражений, драглистий глікокалікс називається бактеріальною капсулою, тоді як нерівномірний, розпливчастий шар називається шаром бактеріального слизу. Глікокалікс захищає бактерії від фагоцитів. Він також служить для утворення біоплівки, яка вкриває поверхню катетера, зубну емаль чи камені.

## Глікокалікс травного тракту
Глікокалікс також наявний на верхівках мікроворсинок травного тракту, особливо тонкої кишки. Він утворює сітчасту структуру із кроком 0,3 мкм і складається з кислотних мукополісахаридів та глікопротеїнів, які виступають з поверхні клітинної мембрани всмоктуючих клітин епітелію, створюючи додаткову поверхню для всмоктування і виділяючи ферменти, необхідні для заключних етапів травлення білків та цукрів.

## Функції
- Захисна: Захищає плазматичну мембрану від хімічного пошкодження
- Імунна: Зумовлює здатність імунної системи розпізнавати й вибірково атакувати чужорідні організми
- Захист від новоутворень: Зміни у глікокаліксі ракових клітин дають іммунній системі змогу розпізнати останні та зруйнувати їх
- Сумісність при трансплантації: Забезпечує сумісність тканин при переливанні крові, пересадці тканин та органів
- Сполучення клітин
- Регуляція запальних процесів: Глікокалікс, що вкриває внутрішні стінки кровоносних судин, запобігає взаємодії лейкоцитів зі здоровими тканинами[4]
- Запліднення: Зумовлює здатність сперматозоїдів розпізнавати яйцеклітину і зливатися з нею
- Ембріональний розвиток: Спрямовує ембріональні клітини до їхнього місця призначення в організмі